# Felix Beijmo
Felix Olof Allan Nelson Beijmo (født 31. januar 1998 i Stockholm) er en svensk fodboldspiller, der spiller for danske AGF. Han kom hertil fra Malmö FF i januar 2023, først på leje, men blev i sommeren samme år solgt til AGF. Han er forsvarspiller.

## Karriere

### Brommapojkarna
Beijmo begyndte at spille fodbold i IF Brommapojkarna i hjembyen Stockholm. Her fik han seniordebut i april 2015 i en kamp i Superettan, hvor Brommapojkarna tabte 0-1 til Östersunds FK. Beijmo var da 17 år og 62 dage. I december 2015 forlængede han sin kontrakt med klubben i tre år.

### Djurgården
I marts 2017 skiftede Beijmo til Djurgårdens IF, hvor han fik en fireårig kontrakt.
Her spillede han 37 kampe og scorede tre mål.

### Werder Bremen
I juni 2018 skrev han kontrakt med den tyske bundesligaklub SV Werder Bremen, men efter ikke at have fået spilletid på klubbens førstehold blev han den følgende sommer udlejet for resten af året til Malmö FF. Han fik her otte kampe og scorede et enkelt mål. I januar 2020 blev han igen udlejet, denne gang til Greuther Fürth i den næstbedste tyske liga, hvor han spillede fem kampe dette forår.

### Malmö
I august 2020 skrev Beijmo kontrakt med Malmö FF til udgangen af 2023. I september pådrog han sig imidlertid en skade, der satte ham ud af spil resten af året. Ligeledes var han ude med en skade i slutningen af 2021, men samlet opnåede han på to år 44 kampe og ét mål for Malmö.

### AGF
I januar 2023 lejede AGF ham for foråret 2023, og han fik debut i klubbens første kamp i foråret, hvor det blev en 1-0-sejr på udebane over AaB. Beijmo spillede hele kampen for AGF. Han gjorde en god figur i forårssæsonen, og kort efter sæsonafslutningen købte AGF svenskeren, der fik en treårig kontrakt.

## Landshold
Beijmo har spillet på flere af de svenske ungdomslandshold, heriblandt 13 kampe på U/21-landsholdet.